# Trường Thọ, Cầu Ngang
Trường Thọ là một xã cũ thuộc huyện Cầu Ngang, tỉnh Trà Vinh, Việt Nam.

## Địa lý
Xã Trường Thọ có vị trí địa lý:
- Phía đông giáp xã Hiệp Hòa
- Phía tây giáp huyện Trà Cú
- Phía nam giáp xã Nhị Trường
- Phía bắc giáp huyện Châu Thành.

Xã Trường Thọ có diện tích 21,48 km², dân số năm 2019 là 8.123 người, mật độ dân số đạt 378 người/km².

## Hành chính
Xã Trường Thọ được chia thành 7 ấp: Căn Nom, Chông Văn, Cós Xoài, Giồng Chanh, Giồng Dầy, Nô Pộk, Sóc Cụt.

## Lịch sử
Ngày 3 tháng 10 năm 1996, Chính phủ ban hành Nghị định 57-CP về việc thành lập xã Trường Thọ trên cơ sở điều chỉnh một phần diện tích và dân số của xã Nhị Trường.